# Nannocharax fasciatus
Nannocharax fasciatus és una espècie de peix de la família dels citarínids i de l'ordre dels caraciformes.

## Morfologia
- Els mascles poden assolir 6,6 cm de longitud total.[4][5]

## Depredadors
A Nigèria és depredat per Lates niloticus i Schilbe mystus.

## Hàbitat
És un peix d'aigua dolça i de clima tropical (23 °C-27 °C).

## Distribució geogràfica
Es troba a Àfrica.